# سننیکولئو مره
شهر سننیکولئو مره (به رومانیایی: Sânnicolau Mare) در شهرستان تیمیش در کشور رومانی واقع شده‌است. جمعیت این شهر ۱۳٬۰۰۷ نفر  است.

## نگارخانه

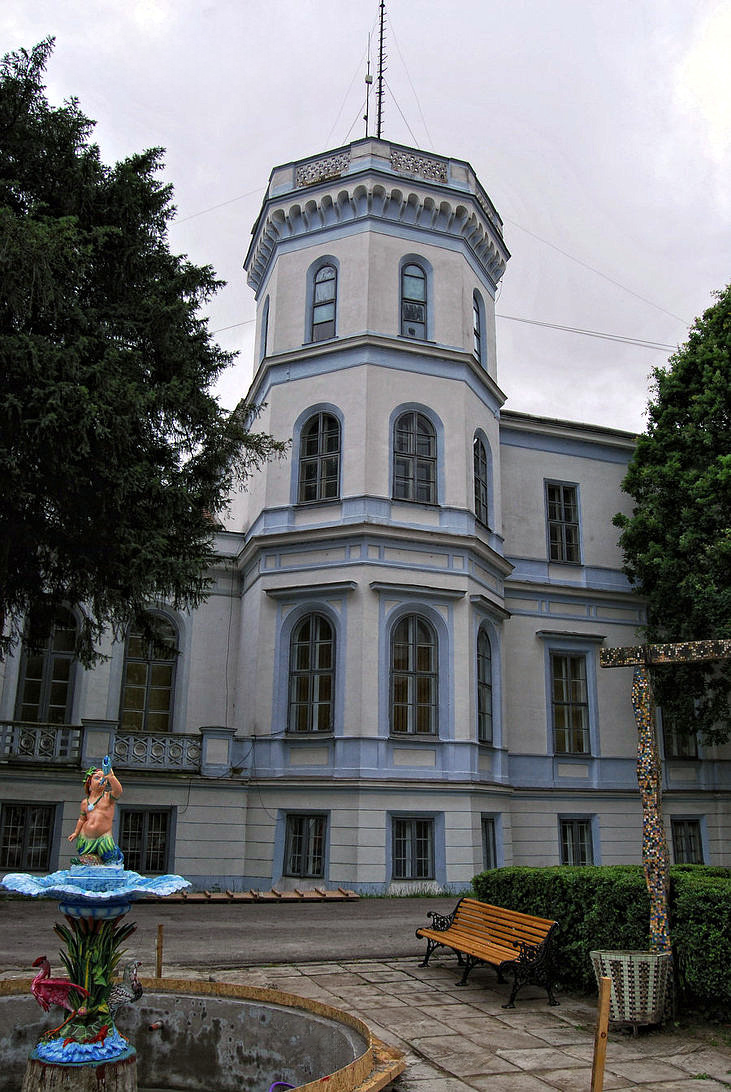
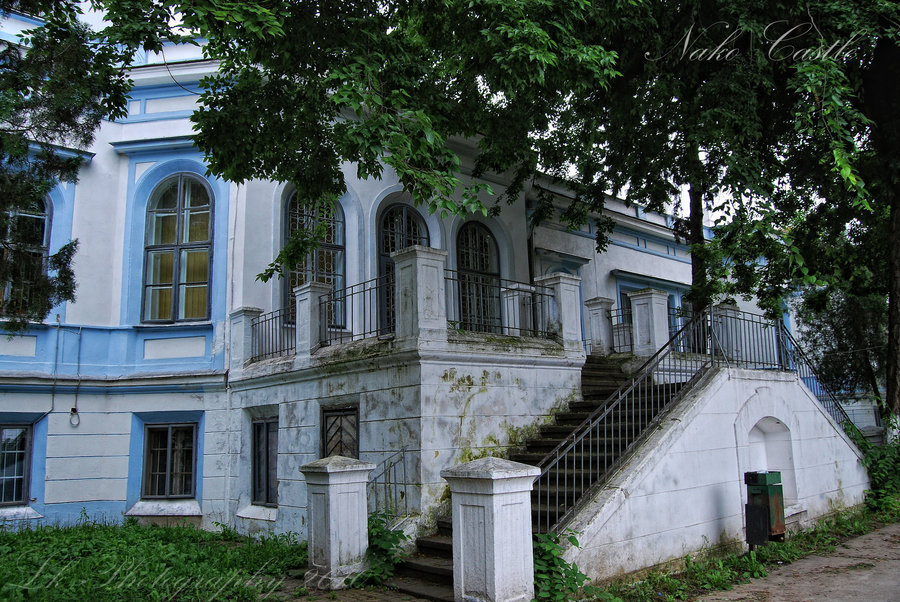